# Alairac (Alt Loira)
Alleyrac és un municipi francès situat al departament de l'Alt Loira i a la regió d'Alvèrnia-Roine-Alps. L'any 2007 tenia 121 habitants.

## Demografia

### Població
El 2007 la població de fet d'Alleyrac era de 121 persones. Hi havia 48 famílies de les quals 12 eren unipersonals (4 homes vivint sols i 8 dones vivint soles), 20 parelles sense fills i 16 parelles amb fills.
La població ha evolucionat segons el següent gràfic:
Habitants censats

### Habitatges
El 2007 hi havia 157 habitatges, 51 eren l'habitatge principal de la família, 73 eren segones residències i 33 estaven desocupats. 145 eren cases i 11 eren apartaments. Dels 51 habitatges principals, 48 estaven ocupats pels seus propietaris, 2 estaven llogats i ocupats pels llogaters i 1 estava cedit a títol gratuït; 5 tenien dues cambres, 8 en tenien tres, 21 en tenien quatre i 17 en tenien cinc o més. 29 habitatges disposaven pel capbaix d'una plaça de pàrquing. A 23 habitatges hi havia un automòbil i a 17 n'hi havia dos o més.

### Piràmide de població
La piràmide de població per edats i sexe el 2009 era:
| Homes | Edats   | Dones |
| ----- | ------- | ----- |
| 0     | 95 o +  | 0     |
| 0     | 90 a 94 | 0     |
| 0     | 85 a 89 | 4     |
| 0     | 80 a 84 | 0     |
| 0     | 75 a 79 | 8     |
| 4     | 70 a 74 | 0     |
| 8     | 65 a 69 | 0     |
| 4     | 60 a 64 | 8     |
| 8     | 55 a 59 | 4     |
| 4     | 50 a 54 | 8     |
| 4     | 45 a 49 | 0     |
| 4     | 40 a 44 | 0     |
| 0     | 35 a 39 | 0     |
| 8     | 30 a 34 | 8     |
| 0     | 25 a 29 | 0     |
| 0     | 20 a 24 | 0     |
| 0     | 15 a 19 | 4     |
| 4     | 10 a 14 | 4     |
| 12    | 5 a 9   | 0     |
| 0     | 0 a 4   | 0     |

## Economia
El 2007 la població en edat de treballar era de 62 persones, 48 eren actives i 14 eren inactives. De les 48 persones actives 44 estaven ocupades (27 homes i 17 dones) i 4 estaven aturades (3 homes i 1 dona). De les 14 persones inactives 5 estaven jubilades, 6 estaven estudiant i 3 estaven classificades com a «altres inactius».

### Ingressos
El 2009 a Alleyrac hi havia 50 unitats fiscals que integraven 125 persones, la mediana anual d'ingressos fiscals per persona era de 10.500 €.

### Activitats econòmiques
Dels 2 establiments que hi havia el 2007, 1 era d'una empresa de construcció i 1 d'una empresa de comerç i reparació d'automòbils.
L'únic servei als particulars que hi havia el 2009 era una fusteria.
L'any 2000 a Alleyrac hi havia 21 explotacions agrícoles que ocupaven un total de 756 hectàrees.

## Poblacions més properes
El següent diagrama mostra les poblacions més properes.